# Piula ocràcia
La piula ocràcia (Anthus nattereri) és un ocell de la família dels motacíl·lids (Motacillidae).

## Hàbitat i distribució
Habita praderies del sud-est del Brasil, Paraguai i nord-est de l'Argentina.